# Josef Hlouch

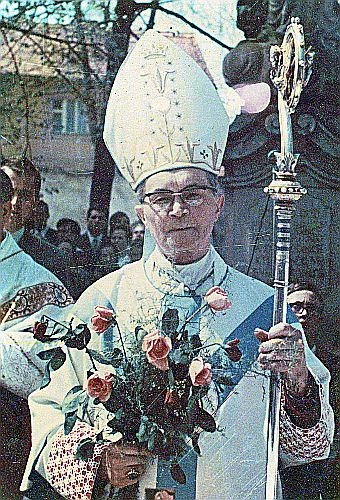
Bischof Josef Hlouch (1969)

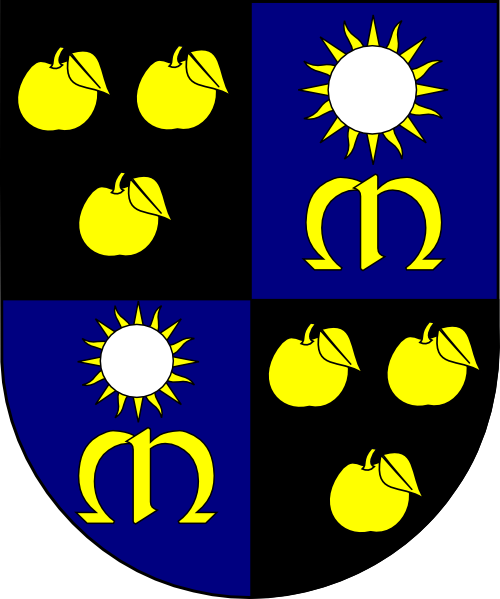
Wappen des Bischofs von Budweis (1947–1972)

Josef Hlouch (* 26. März 1902 in Lipnik, Bezirk Budweis, Habsburgermonarchie; † 10. Juni 1972 in České Budějovice, Tschechoslowakei) war der neunte Bischof von Budweis.

## Leben
Nach dem Abitur am erzbischöflichen Gymnasium in Kroměříž und Abschluss der Studien an der Theologischen Fakultät der Universität Olmütz empfing Hlouch am 5. Juli 1926 die Priesterweihe. Neben seiner seelsorglichen Tätigkeit an verschiedenen Pfarreien im Erzbistum Olmütz setzte er das Theologiestudium fort und habilitierte sich 1934.
1945 wurde ThDr. Hlouch zum Professor für Pastoraltheologie berufen. Papst Pius XII. ernannte ihn am 25. Juni 1947 zum Bischof des wiedererrichteten Bistums Budweis. Am 15. August 1947 folgte in Olmütz die Konsekration durch den Nuntius Erzbischof Saverio Ritter; am 7. September 1947 folgte die Amtseinführung in Budweis. 1948 führte Hlouch die Hauptwallfahrt des Bistums auf den Křemešník an und zelebrierte die Heilige Messe.
Im Mai 1950 wurde Hlouch durch das kommunistische Regime zunächst in seiner Residenz, ab Februar 1952 außerhalb seiner Diözese widerrechtlich interniert und bis 1968 an der Ausübung seines bischöflichen Amtes gehindert. Nachdem er am 9. Juni 1968 infolge der Erleichterungen durch den Prager Frühling seine Amtsgeschäfte wieder aufnehmen durfte, veranlasste er eine Generalinstandsetzung der Budweiser St. Nikolaus. Nach Hlouchs Tod 1972 blieb der Budweiser Bischofsstuhl unbesetzt. 1990 wurde Miloslav Vlk, der von 1968 bis 1971 als Hlouchs Sekretär wirkte, dessen Amtsnachfolger.
Hlouch war der Onkel des Erzdechanten von Mladá Boleslav, Václav Hlouch.

## Publikationen
- Minutěnka. 2002, ISBN 978-80-85766-26-4